# What Other People Say
"What Other People Say" é uma canção do cantor australiano Sam Fischer e da cantora estadunidense Demi Lovato, incluída no sétimo álbum de estúdio de Lovato Dancing with the Devil... The Art of Starting Over (2021). A canção foi escrita por Lovato e Fischer ao lado de Geoff Warburton e Ryan Williamson. Foi lançada através da RCA e Island Records em 4 de fevereiro de 2021 como segundo single do álbum.

## Antecedentes e composição
"What Other People Say" foi anunciada nas redes sociais em 2 de fevereiro de 2021. Postando no Twitter, Lovato disse que "essas letras são tão especiais para o meu coração" e que ela mal podia esperar para compartilhar a faixa. Fischer compartilhou mais tarde um trecho da faixa no TikTok onde o áudio foi usado em mais de 15.000 vídeos antes do seu lançamento oficial.
Fischer escreveu a canção anos atrás, inicialmente para outro artista, e disse em um comunicado que sempre soube que a canção estava destinada a ser um dueto. Fischer disse que ficou "surpreso" quando Lovato concordou em cantar na faixa com ele, e acrescentou que a canção é uma "confissão, perceber o quanto você pode se distanciar de si mesmo para ser amado".
Sobre sua colaboração com Lovato, Fischer disse ao Metro que Lovato era "incrível" e ele estava "honrado por ter Lovato em ['What Other People Say'] e [...] conectado profundamente com a música". "What Other People Say" é sobre a "sensação de estar sozinho e não querer decepcionar as pessoas". Lovato disse: "Esta música é uma reflexão sobre como é se perder realmente em um esforço para agradar às outras pessoas e à sociedade. É por isso que eu queria fazer essa música com Sam - ela fala basicamente sobre dois humanos se unindo para se conectar e encontrar soluções para seus problemas". Fischer descreveu a canção como "sobre as pressões da sociedade e como se envolver com as coisas erradas pode mudar você".

## Recepção da crítica
Após o lançamento da canção, Jennifer Drysdale da Entertainment Tonight chamou o dueto de uma "canção comovente" entre Lovato e Fischer, e notou como Lovato foi uma "parceira de dueto apropriado" na canção.

## Videoclipe
O videoclipe oficial foi lançado nos canais de Lovato e Fischer no YouTube em 16 de fevereiro de 2021.

## Lista de faixas
Download digital
1. "What Other People Say" – 3:14

Download digital – Remix de Sam Feldt
1. "What Other People Say" (Sam Feldt Remix) – 3:01

Download digital – Versão Stripped
1. "What Other People Say" (Stripped Version) – 3:28

Download digital – Remix de R3hab
1. "What Other People Say" (R3HAB Remix) – 2:34

## Posições nas tabelas musicais
| Tabela musical (2021)                                     | Melhor posição |
| --------------------------------------------------------- | -------------- |
| Austrália (ARIA)                                          | 44             |
| Bélgica (Ultratip de Flandres)                            | 17             |
| Canadá (Canadian Hot 100)                                 | 89             |
| Estados Unidos (Billboard Adult Pop Songs)                | 30             |
| Estados Unidos (Billboard Bubbling Under Hot 100 Singles) | 14             |
| Global 200 (Billboard)                                    | 158            |
| Irlanda (IRMA)                                            | 65             |
| Nova Zelândia (RMNZ)                                      | 38             |
| Países Baixos (Single Tip — MegaCharts)                   | 28             |
| Reino Unido (UK Singles Chart)                            | 58             |
| Suécia (Heatseeker — Sverigetopplistan)                   | 7              |